# 积雪草
积雪草，是傘形科積雪草屬的一種多年生植物，生於田邊、溝邊低濕處。又名雷公根、落得打、崩大碗、蚶殼草、老虎草。

## 形態

### 莖
莖為匍匐莖，長 10~70 公分，如鐵線狀，呈紫紅色，全株具有微毛，節間長，在節上長根生葉及花序，並有 2 枚鱗片狀退化葉，葉常呈叢生此鱗片腋下，從節發根。

### 葉
葉單葉互生，圓腎形，基部深心形，具葉柄，長 4~10 公分，被細毛；片徑 2.5~5 公分，葉尖圓鈍形，葉緣為鈍鋸齒緣或淺裂，上下表面無毛或疏被毛。具掌状叶脉，如缺口的飯碗，故又名崩大碗。

### 花
花序密集排列成頭狀繖形花序，花細小，腋生，具 3~6 朵花，淡紅色；花序軸長 0.2~0.8 公分，小花梗短或闕如；花序又有 2 枚卵形膜質苞片包圍，花萼截頭形；花瓣 5 枚，呈紅紫色，卵形；雄蕊 5 枚，短小，與花瓣互生；子房下位，花柱 2 枚，花柱不明顯。花期 3~9 月。

### 果實
果實為離果，長 0.2~0.3 公分，紅褐色，扁圓形，常 3 個併排合生，側向壓扁呈雙髻形，背方各有7-9肋。

## 分布
原產於斯里蘭卡、印度等地，现廣泛分布於亞洲熱帶、亞熱帶地區，亦是中國中部、南部、香港以至日本、韓國及台灣的常見植物。

## 用途

### 藥用
中醫學上以全草入藥，味甘，性寒，有清熱生津、涼血解毒、活血消腫、清利濕熱等作用，主治跌打損傷、外傷出血、治療瘡毒等。民間多用於各種熱病引起的高熱、煩渴、咽喉腫痛以及多種食物、藥物中毒，對於胃熱引起的牙肉腫痛有很好的清熱消腫功效。
因為雷公根性偏寒涼，對於身體虛弱人士和兒童來說，則不宜喝太多，否則會容易感到暈眩。
有助減少疲勞及憂鬱、增加性衝動、縮小組織和刺激中樞神經系統。可中和血酸和降低體溫，促進傷口的癒合，對於靜脈曲張和心臟、肝臟功能有益。對於心血管疾病、疲勞、結締組織疾病、腎結石、食慾不佳和睡眠疾病均有幫助。

### 烹飪
在原產地斯里蘭卡，雷公根是重要葉菜之一，常烹調為mallung作為米飯和咖喱的配菜，亦可配合一些素菜菜肴如小扁豆、波羅蜜或南瓜咖喱， 被認為相當滋補。Mallung一般做法含有磨碎的椰肉、切細的綠色辣椒、辣椒粉、薑黃粉和萊姆或檸檬汁。斯里蘭卡人也將雷公根煮成一種名為Kola Kenda的粥，以煮過的紅米、椰奶和雷公根汁液煮成，並配上椰子糖以增加甜味。雷公根葉子也用于一種甜飲adsmn dsm'n。
在廣東，很多人在夏天時都愛喝雷公根。因為雷公根具有很好的清暑解毒、生津止渴的效用，可當普通涼茶飲用。它的製法很簡單，只要將雷公根葉子加水攪拌，煲上一個多小時即可。雖然有很濃烈的青草味，卻不會帶苦味。如果想減低濃烈的味道，一般可以加冰糖或蜜糖去調味，夏天喝一碗雷公根涼茶的確可以消暑解渴。亦可與粉腸作老火湯，味甘。
在台灣的農業時代，人們常會摘取田埂邊的雷公根，打蛋煎成雷公根蛋；或切碎雷公根搭配小魚乾、魚丸煮成雞湯；或裝填於全雞肚腹中，將雞隻表面抹少許鹽後放入電鍋蒸煮；也可將其晒乾後沖泡或鮮榨成汁後，添加少許蜂蜜飲用，除了可以解渴，也具有提神、舒壓作用。
在越南，雷公根葉會使用作製作飲料或生吃。街頭常見飲料"rau má" 即是雷公根飲品。也有人用來煮花生湯。
早期馬來半島印度人會在拉茶中加入雷公根一起沖泡或是拌入沙拉食用，由於雷公根帶有點苦澀味且不具多汁性，因此若要與肉絲拌炒食用，可放入適量沙茶醬、黑醋，提升菜餚香味和口感外，亦可減少苦味發散。

## 別名
阿薩姆人叫作Manimuni，而僧伽羅語中稱作Gotu Kola或Gota Kola（意即圓錐形的葉）。高棉语称之为ស្លឹកត្រចៀកក្រាញ់。
據說老虎在打架受傷後，會自己到深林中尋找此草 ，並在上面摩擦翻滾， 讓皮膚接觸到積雪草汁液後，身上傷口可以很快獲得修復與舒緩，因此又名老虎草。

## 外部連結
- 臺灣行政院農業委員會農業藥物毒物試驗所
- 香港中文大學中醫推廣小組 （页面存档备份，存于）
- 積雪草 Jixuecao （页面存档备份，存于） 藥用植物圖像數據庫 (香港浸會大學中醫藥學院) （中文）（英文）
- 積雪草苷 Asiaticoside （页面存档备份，存于） 中草藥化學圖像數據庫 (香港浸會大學中醫藥學院) （中文）（英文）
- 認識植物 （页面存档备份，存于）
- 积雪草Centella asiatica (L.) Urban （页面存档备份，存于）